# Måleglas
Et måleglas er et almindeligt laboratorieudstyr, som benyttes til at afmåle rumfanget af en væske. Det er smalt og cylinderformet med en fod at stå på, ofte med hældetud, og med inddelinger til aflæsning af rumfanget.

## Anvendelse
Måleglas bruges ofte til at måle rumfanget af en væske. Måleglas er som regel mere præcise og nøjagtige end kolber og bægerglas, men ikke så præcise og nøjagtige som målekolber og fuldpipetter.

## Aflæsning
Aflæsning foregår lige ud for bunden af menisken.

## References
| Kemi | Spire Denne artikel om kemi er en spire som bør udbygges. Du er velkommen til at hjælpe Wikipedia ved at udvide den. |